# 大錫特金島

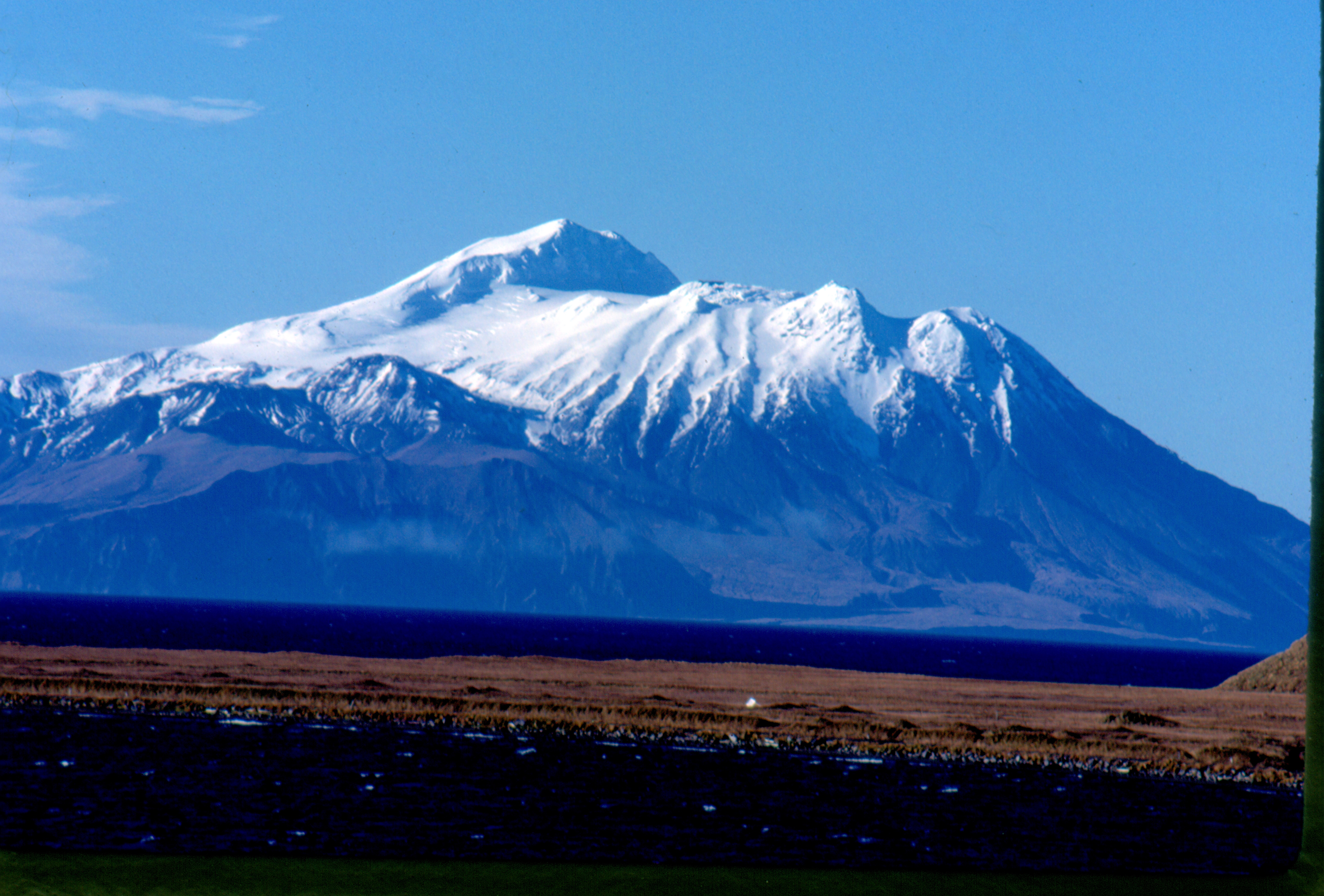

大錫特金島是美國的火山島，位於太平洋海域，屬於安德烈亞諾夫群島的一部分，由阿拉斯加州負責管轄。島嶼長19公里、寬13公里，面積245平方公里，最高點海拔高度1,740米，島上無人居住。
52°03′29″N 176°07′10″W / 52.05806°N 176.11944°W